# Ostrovy Polillo
Ostrovy Polillo jsou skupinou 27 větších ostrovů a řady drobných ostrůvků a skalisek ve Filipínském moři, přibližně 25 km východně od největšího filipínského ostrova Luzon. Od Luzonu je odděluje stejnojmenný průliv Polillo. Z administrativně-správního hlediska je souostroví součástí provincie Quezon v regionu Calabarzon. Souhrnná rozloha ostrovů Polillo je 875 km², žije zde přibližně 83 000 obyvatel (rok 2007). Tři hlavní ostrovy jsou Polillo, Patnanungan a Jomalig.
Souostroví je domovem varana plodožravého.

## Galerie

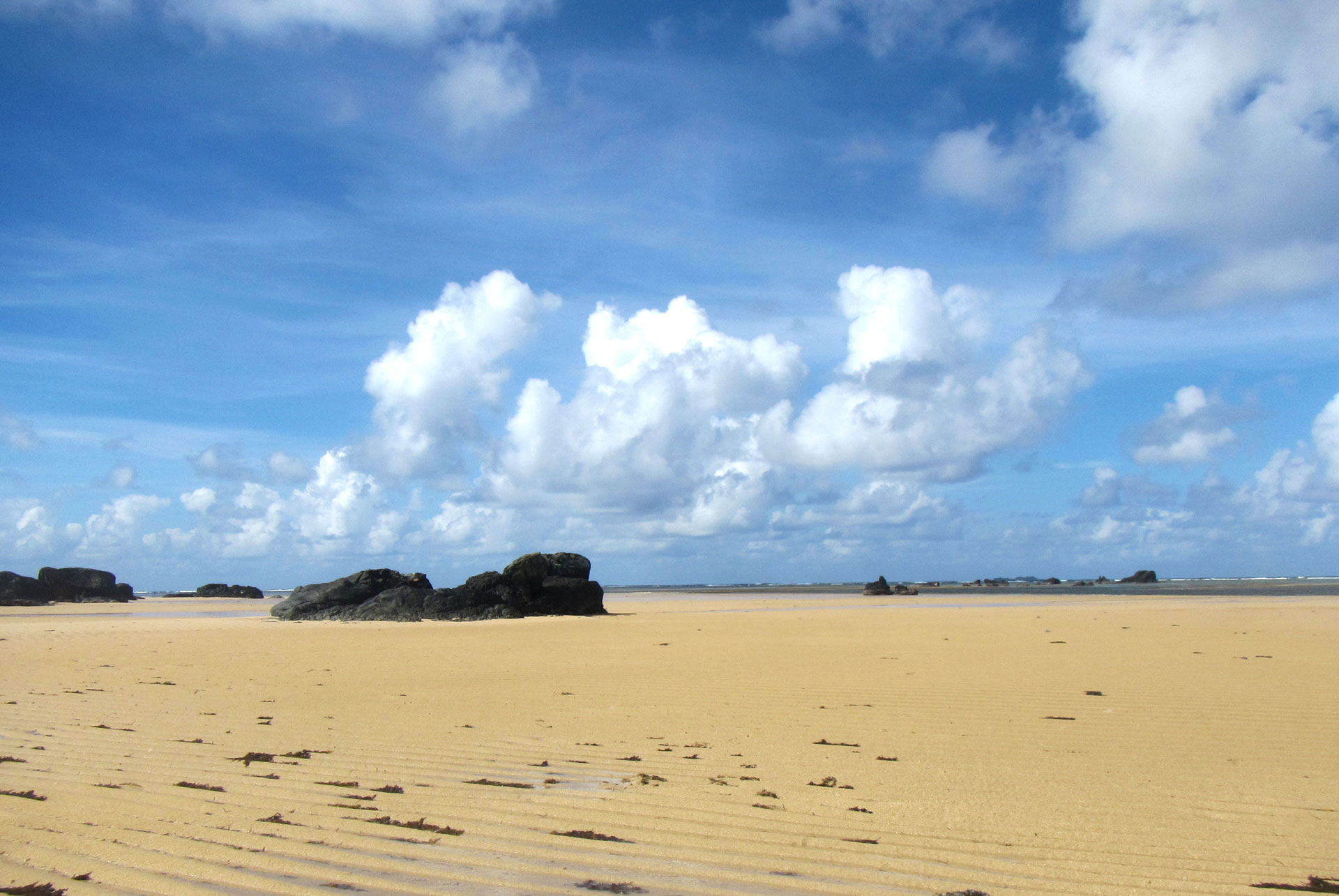
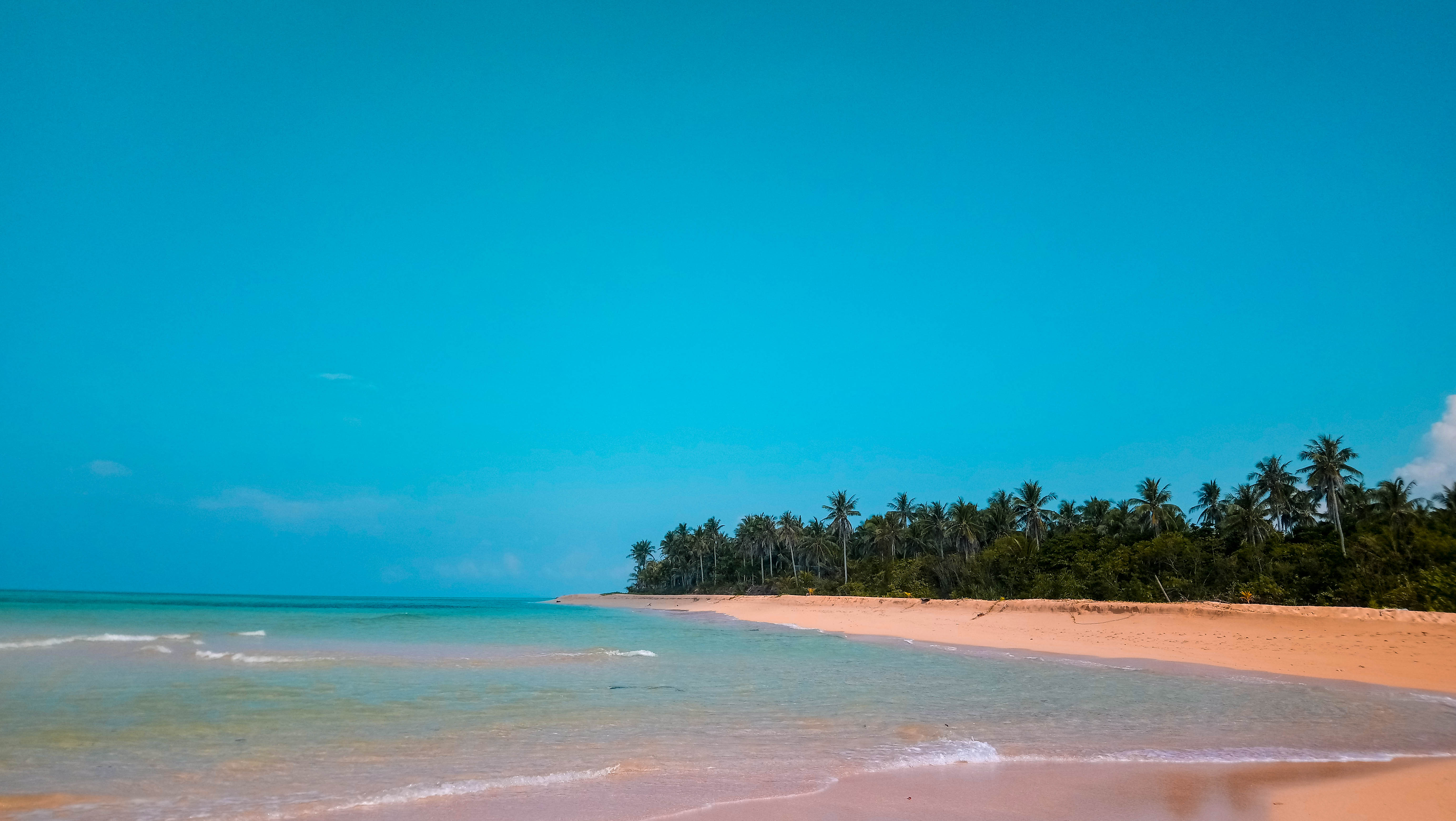
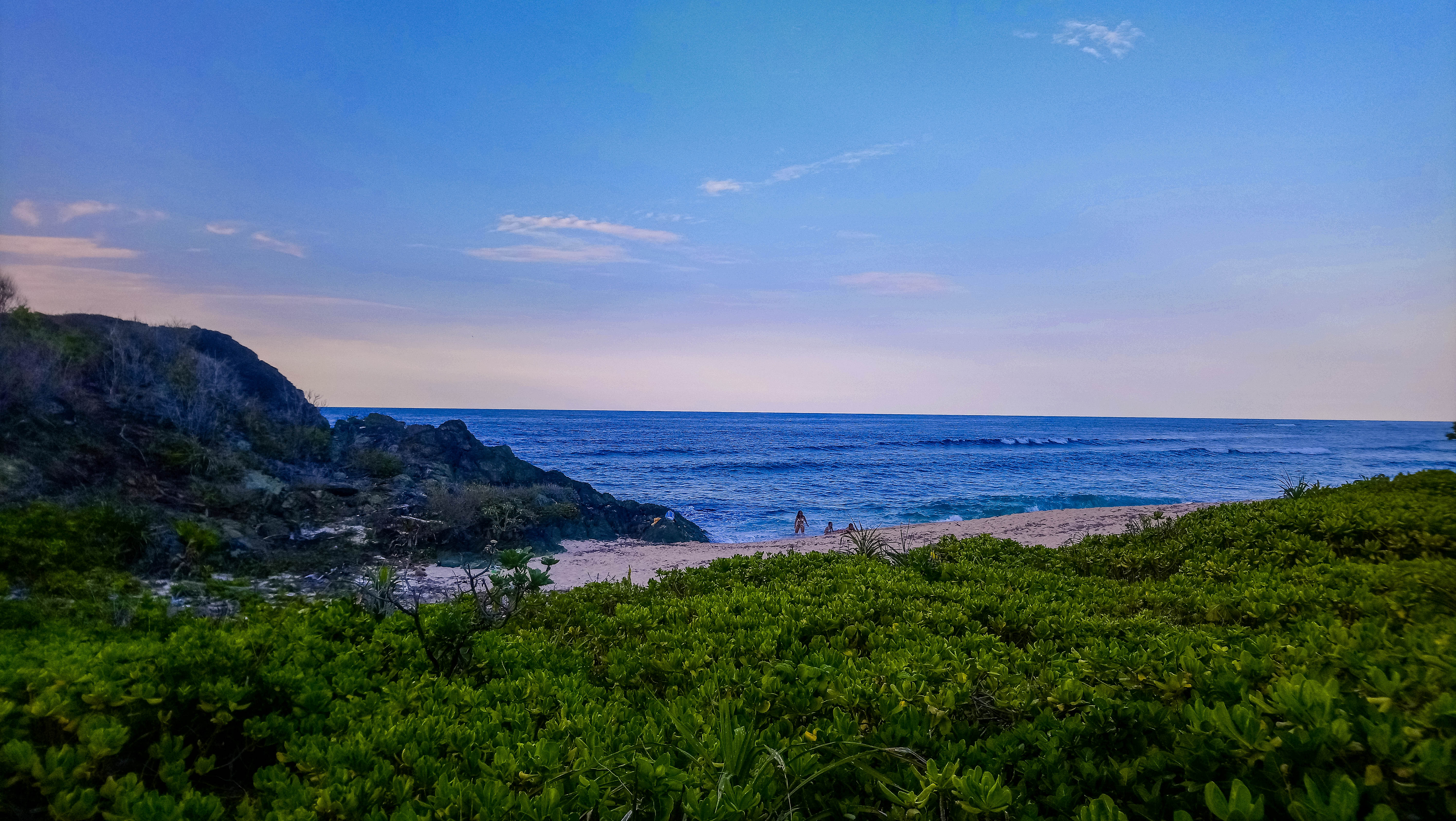
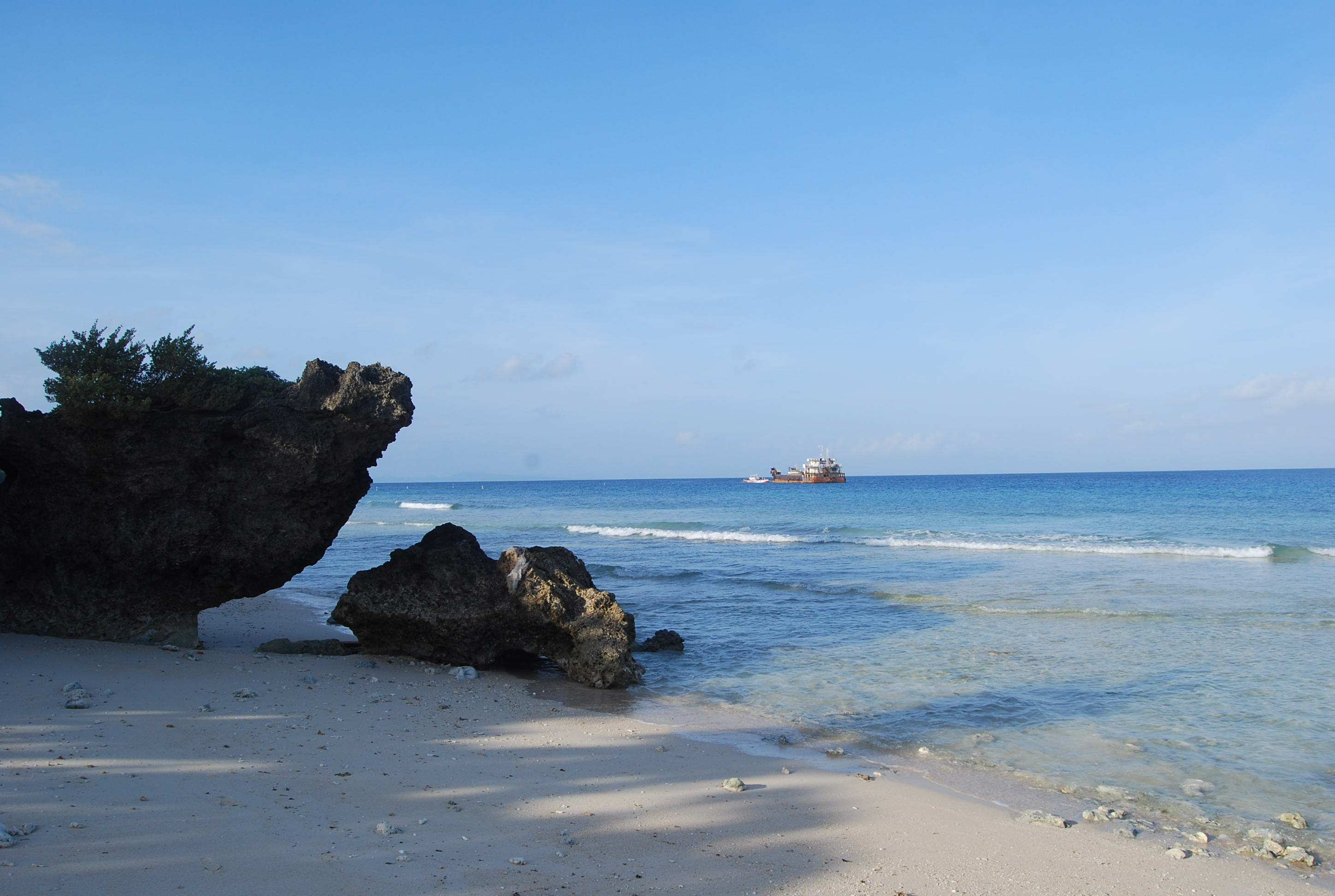
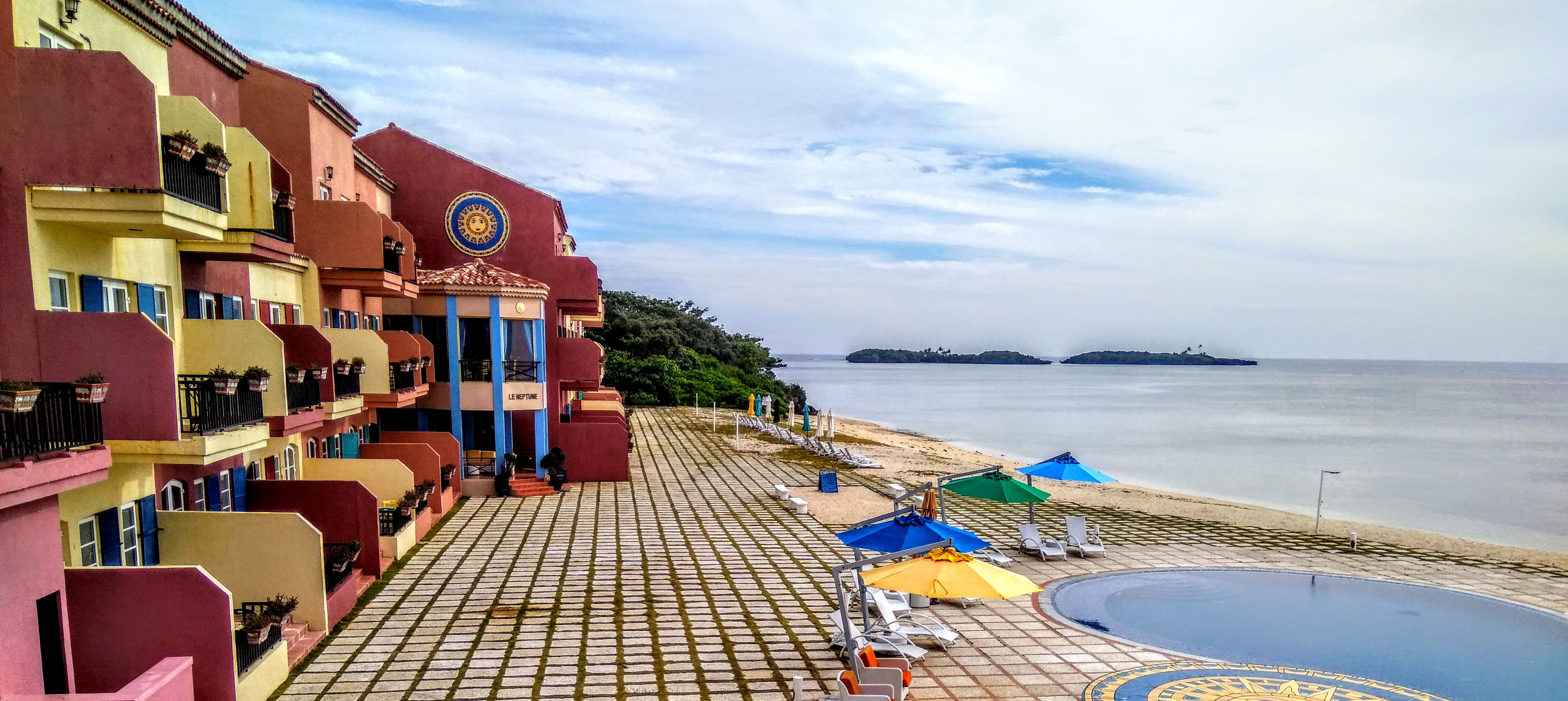
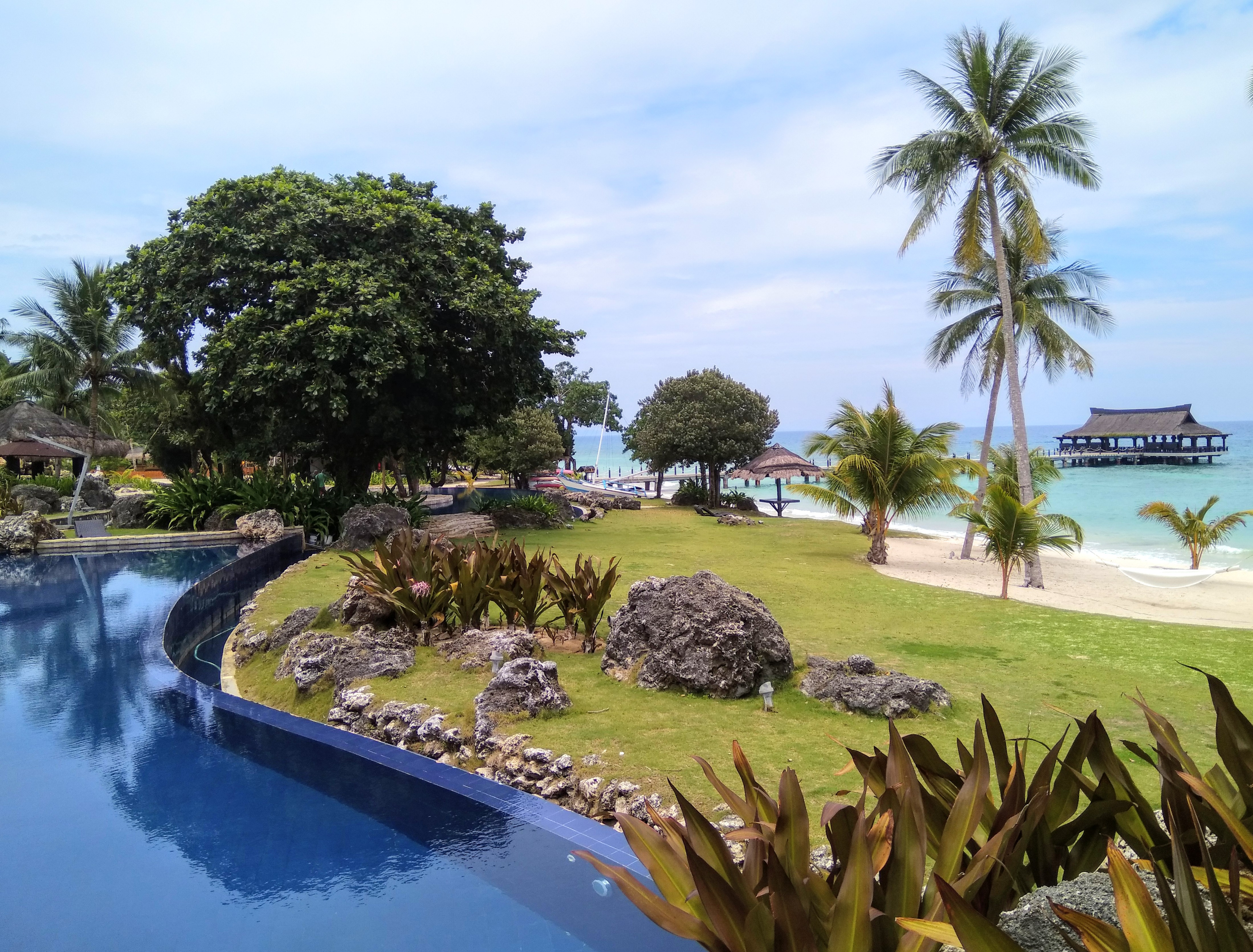